# Audi A6 e-tron
L'Audi A6 e-tron è un'autovettura elettrica prodotta a partire dal 2024 dalla casa automobilistica tedesca Audi.

## Descrizione e contesto

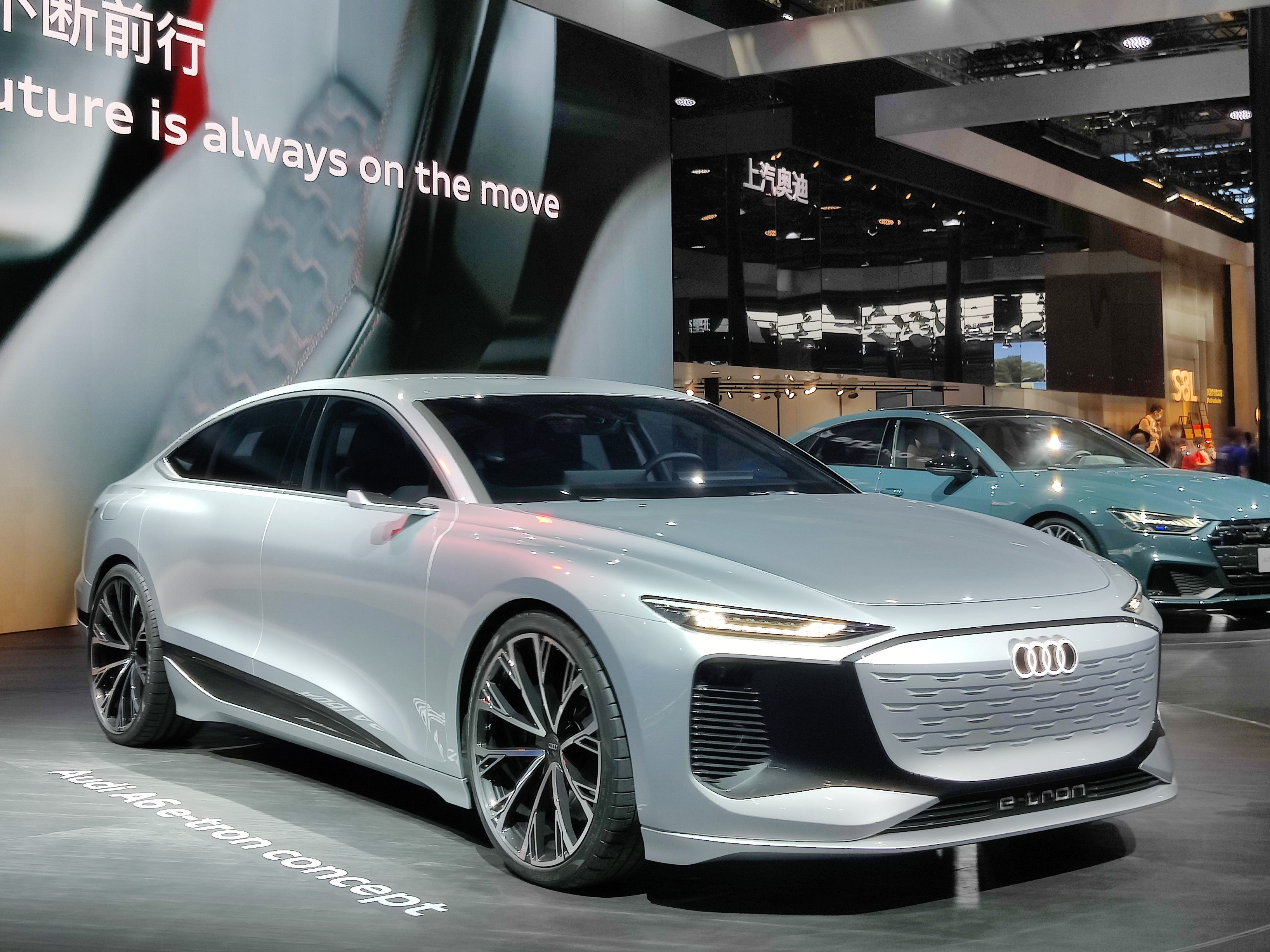
Audi A6 e-tron Concept

La vettura è stata anticipata dalla omonima concept car, dotata di una carrozzeria Sportback, con cerchi da 22 pollici, fari LED e una batteria da 100 kWh. Il veicolo è stato presentato al salone di Shanghai 2021 e in seguito dalla Milano Design Week 2021.
Nel 2022 è stato svelato il concept della Avant. La versione di serie per la produzione in massa è stata lanciata il 31 luglio 2024. È disponibile con carrozzeria fastback e station wagon ed è costruito sulla piattaforma completamente elettrica PPE sviluppata in collaborazione con Porsche.